# Adriaen Verdonck
Adriaen Verdonck (Brabante, século XVII – Recife, 9 de Abril de 1631) foi um comerciante e espião neerlandês no Brasil.

## Biografia
De acordo com o relato de Ambrosius Richshoffer (1677), Verdonck residia em Olinda no momento da segunda das Invasões holandesas do Brasil, tendo oferecido uma detalhada "Memória" aos dirigentes da Companhia Neerlandesa das Índias Ocidentais ("Memória apresentada aos Senhores do Conselho desta cidade de Pernambuco, sobre a situação, lugares, aldeias e comércio da mesma cidade, bem como de Itamaracá, Paraíba e Rio Grande segundo o que eu, Adriaen Verdonck, posso me recordar. Escrita em 20 de Maio de 1630."). Graças às informações nela contidas, Verdonck obteve relativo prestígio e passou a privar do convívio, nos passeios e mesmo à mesa, do general Jonkheer Diederick van Waerdenburch, obtendo desse modo informações acerca da campanha militar em andamento.
No dia 26 de Dezembro de 1630, segundo Richshoffer, "passou-se para o nosso lado [neerlandês] um mouro [escravo africano] do inimigo, que referiu haver entre a nossa gente um traidor, que diariamente vai ter com os nossos adversários na floresta, e lhes dá notícia da força que guarnecem todos os nossos postos, dos navios que chegam da pátria, e quantos soldados, víveres e munições trazem". A denúncia tomou corpo a 15 de Janeiro, quando um escravo de Verdonck foi reconhecido por um indígena, que também se passou para o lado neerlandês, confessando ser ele o portador das cartas destinadas a Matias de Albuquerque, "de três em três dias, comunicando-lhe todos os nossos planos, e revelando-lhe tudo o que se passava ou lhe era confiado".
Verdonck foi detido de imediato, "com ferros nas mãos e nos pés", vindo-lhe a ser feitas novas acusações, inclusive "por um velho monge" português, cujo nome não é revelado por Richshoffer, mas que veio a ser libertado pelos neerlandeses. O conjunto e a natureza das denúncias levam a que, a partir de 3 de Abril, Verdonck passe a ser torturado, com o recurso ao chamado "potro" e à "prancha", durante cujas sessões veio a confessar. Em desespero, Verdonck tentou o suicídio, atirando-se por um pequeno buraco "que havia junto à prisão com o propósito de quebrar o pescoço", mas sofreu apenas um pequeno corte na cabeça, vindo a ser ainda mais severamente torturado e melhor vigiado.
Em função das lesões corporais causadas pela tortura, veio falecer na noite anterior ao dia marcado para a sua execução, 10 de Abril de 1631. A narrativa de Richshoffer complementa:
"Não se conformando com a morte de Verdonck, as autoridades holandesas determinaram que fosse o seu cadáver retirado da prisão e arrastado pelas ruas [até ao local marcado para a execução]. Ali, em virtude da condenação, foi estrangulado, sendo-lhe cortados dois dedos e a cabeça. Em seguida foi esquartejado; colocaram a cabeça num alto poste no hornaveque do forte de Bruyn, e o quarto junto ao 'Vijfhoek' ou 'Trots den duivel' [ Forte de São Tiago das Cinco Pontas ]; o outro [quarto] foi pendurado numa forca diante da trincheira nova 'Kyk in de pot' (Olha para dentro do pote). Os outros dois [quartos] foram mandados para Olinda, devendo um ser pendurado da mesma forma no monte e o último no lugar em que a nossa gente foi abatida a 3 de Janeiro último [1631]."